# キミにHUGされていたい
「キミにHUGされていたい」（キミにハグされていたい）は、PINC INCの2枚目のシングル。CDコードはGZCA-7117。

## 概要
2月には後述2つのタイアップになり、3月に無料配信楽曲（携帯サイト「BEING GIZA STUDIO」のみ）として発表した作品をCD化した。ジャケットには男性バンドメンバーらしき3人が後ろ姿で登場している（後に、正式メンバーであることを明かした）。

## 収録曲
1. キミにHUGされていたい
  - 作詞：碧井椿　作曲：大野愛果　編曲：森下志音
  - 日本テレビ情報番組『アナ☆パラ』5月度テーマソング
  - チバテレビ『MU-GEN』2月度・5月度エンディングテーマ
  - テレビ東京『PVTV』2月度オープニングテーマ
2. パンキッシュ!
  - 作詞：碧井椿　作曲：川本宗孝　編曲：森下志音
3. キミにHUGされていたい(INSTRUMENTAL)